# هولدن وی‌پی کمودور

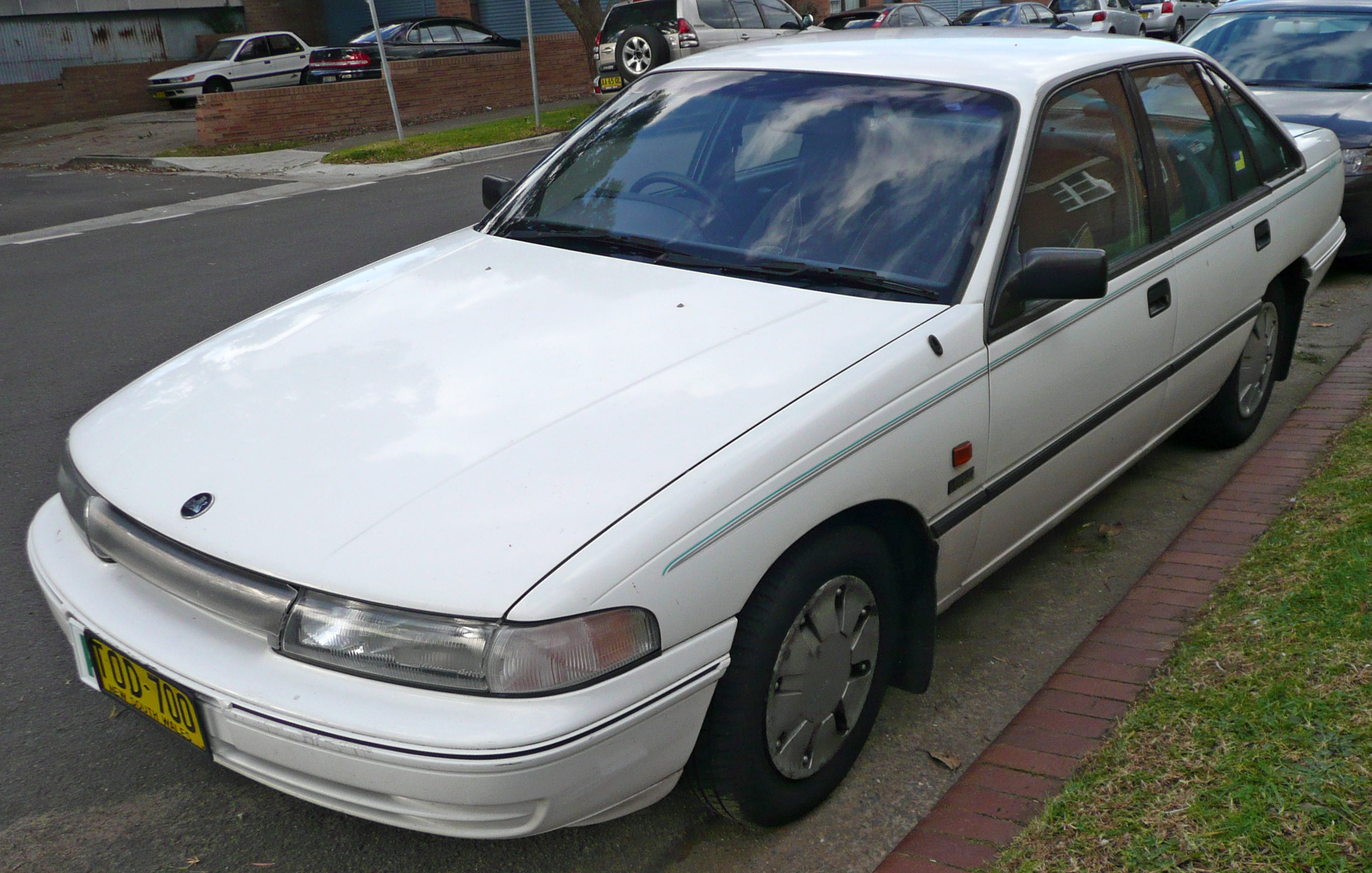

هولدن وی‌پی کمودور (Holden VP Commodore) خودرویی است که در سال‌های September ۱۹۹۱ تا July ۱۹۹۳در استرالیا تولید شده‌است. طول آن در حالت طبیعی ۴٬۸۹۱ میلیمتر (۱۹۲٫۶ اینچ) و عرض آن در حالت طبیعی ۱٬۸۱۲ میلیمتر (۷۱٫۳ اینچ) است. سیستم جعبه‌دندهٔ آن ۴ دنده به دو صورت خودکار و دستی است.

## نگارخانه

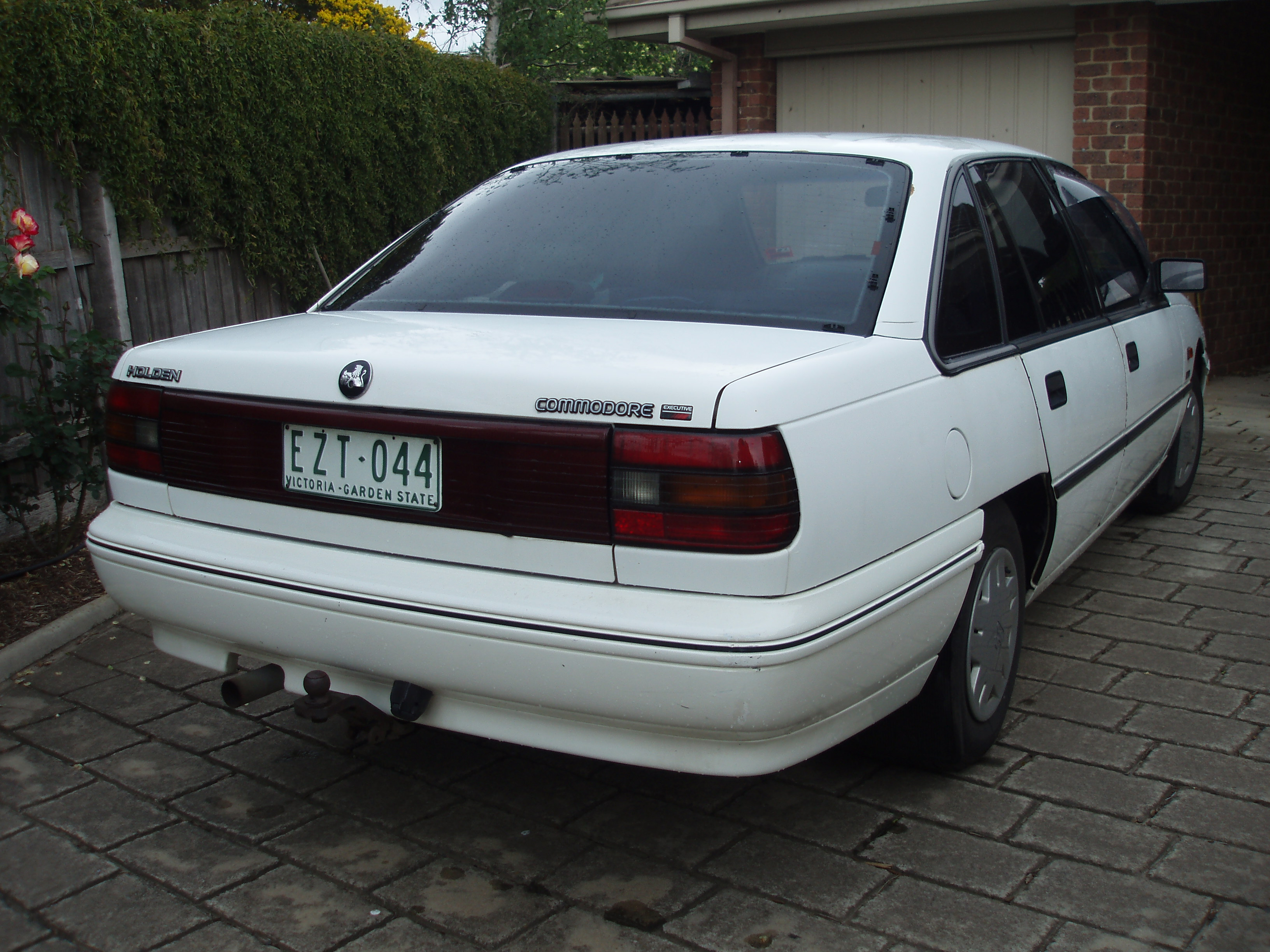
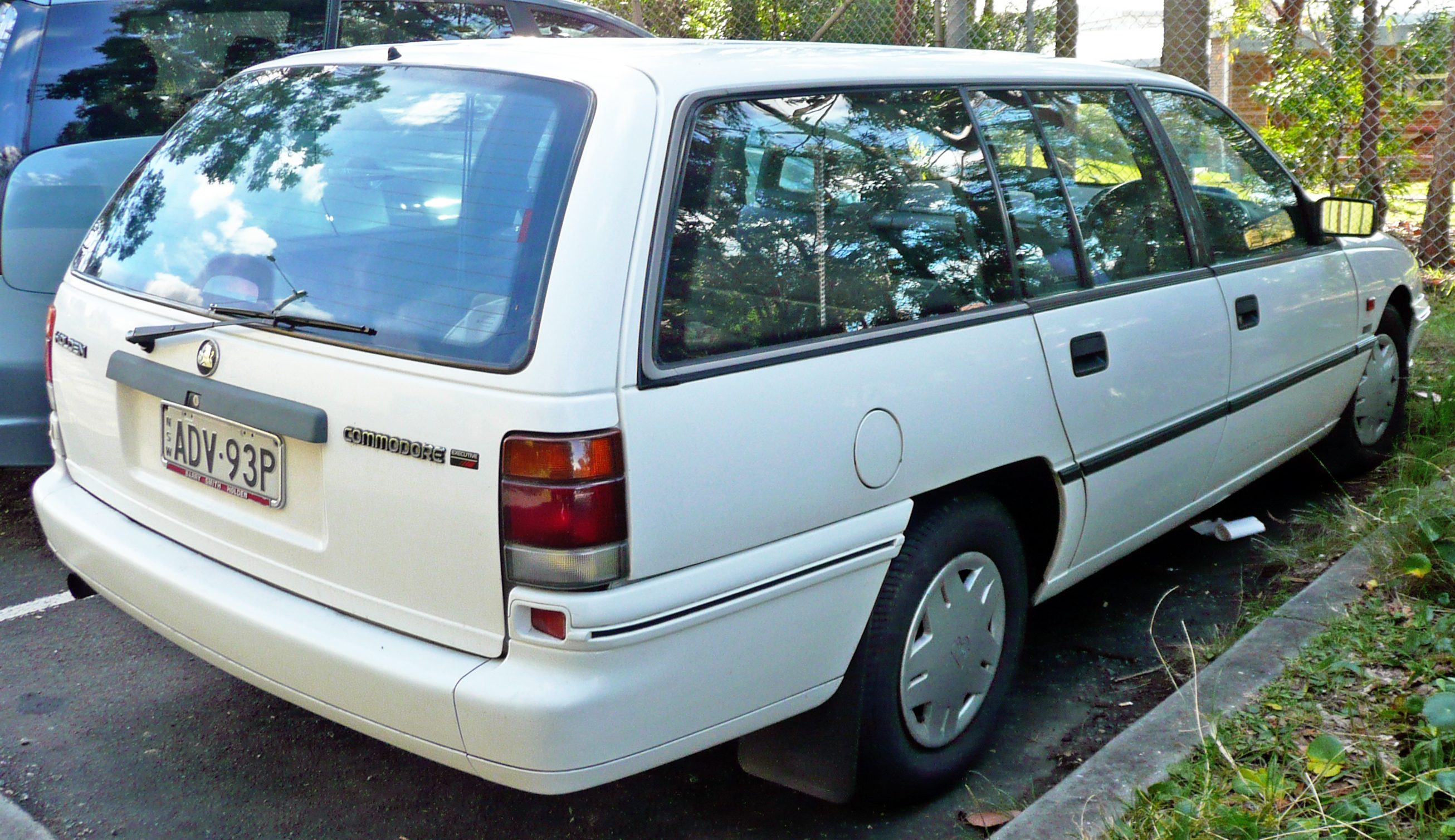
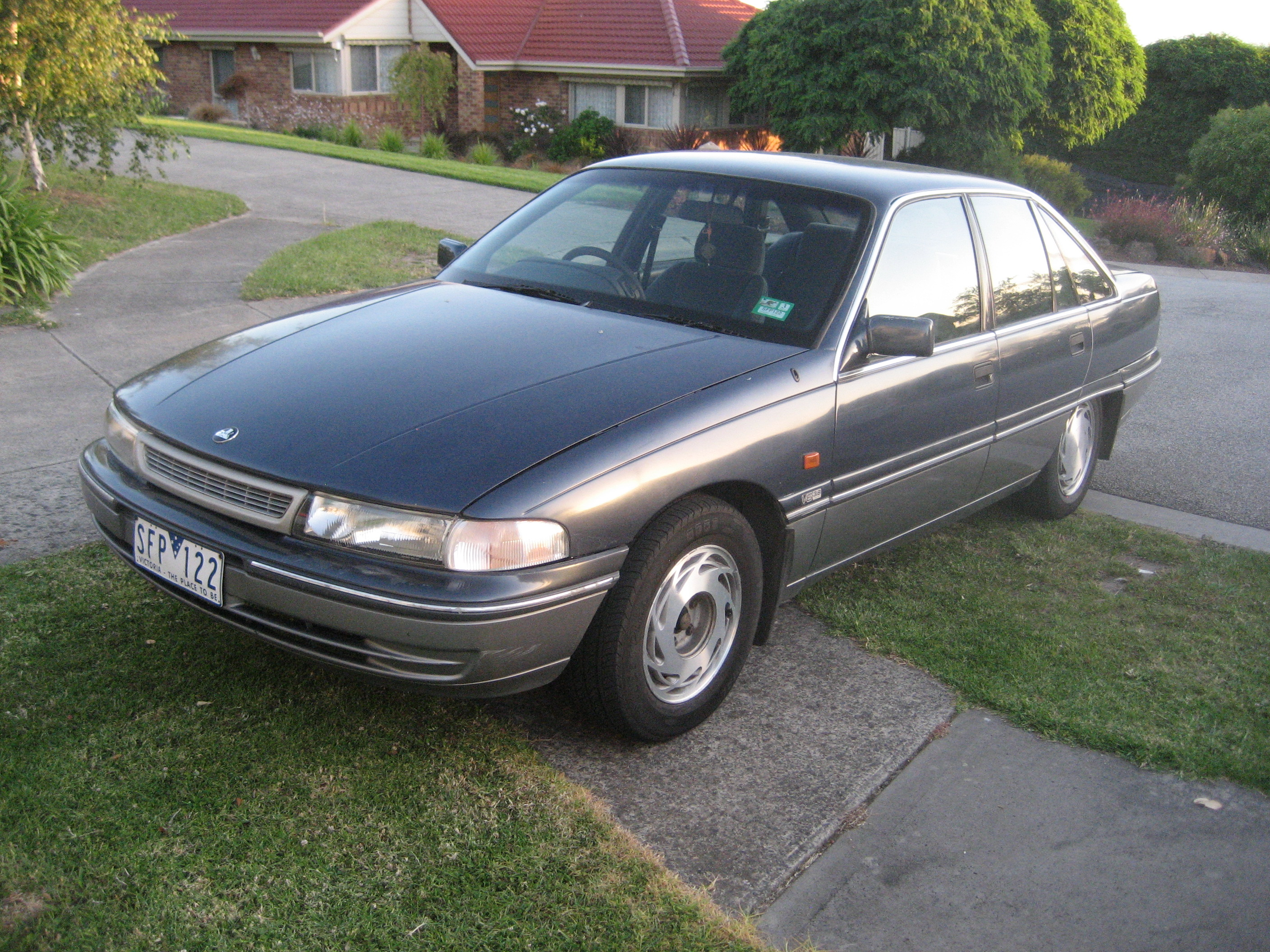
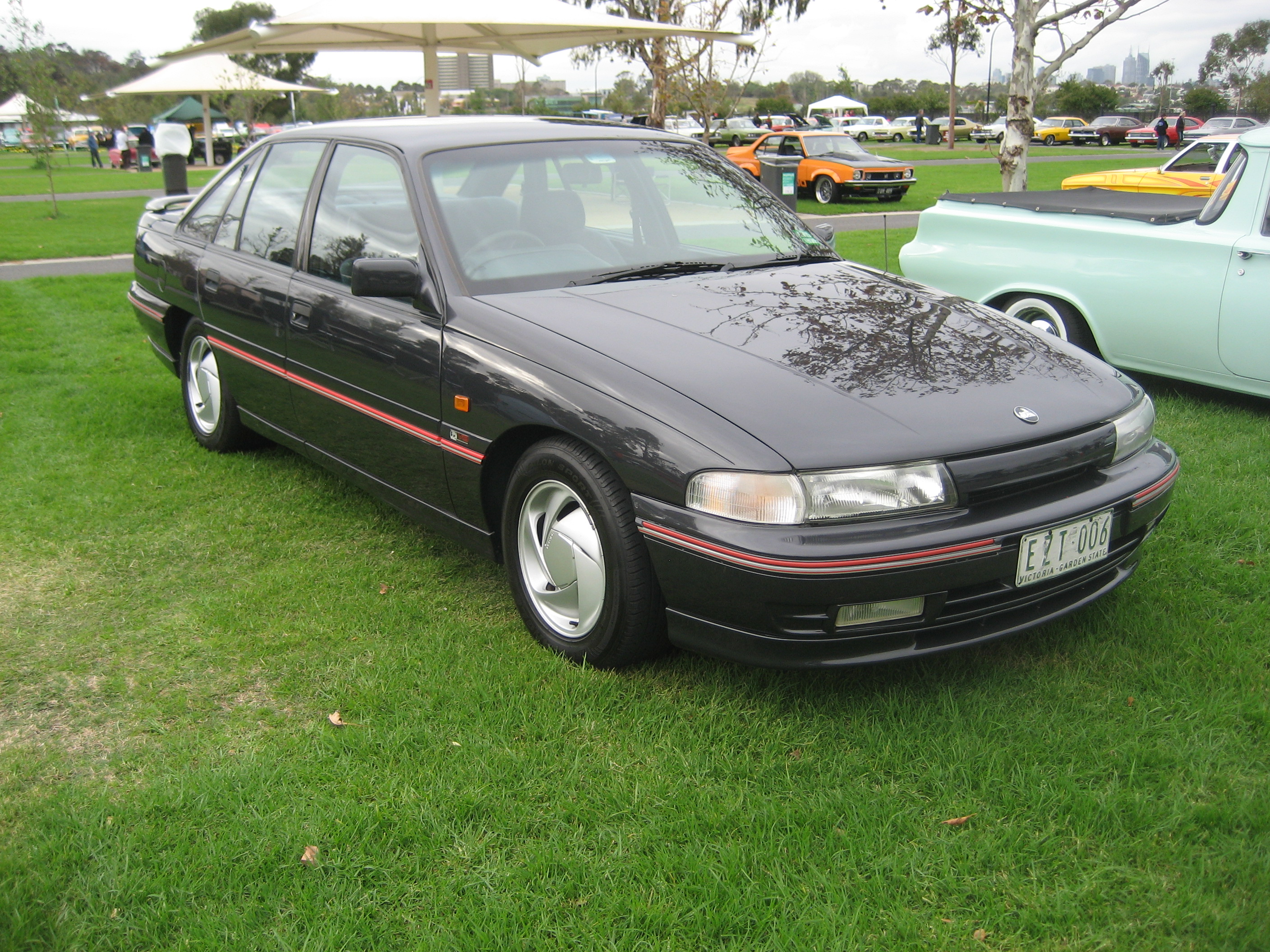